# Іван Олександрович
Іван Олександрович (?—1359) — великий князь смоленський (1313—1359) з смоленської династії Ростиславичів. Один з останніх самостійних правителів Смоленського князівства.

## Біографія
Після смерті свого батька, Олександра Глібовича, у 1313 році Іван Олександрович став правителем смоленського князівства, та правив у ньому понад 45 років. За князювання Івана Олександровича Смоленська Земля опинилась між двома сильними сусідами — Великим князівством Литовським, яке очолював князь Гедимін (1316—1341) та Московським князівством яким правив Іван Калита (1325—1340). Про перші 20 років правління Івана Олександровича відомостей мало. В цей час удільні смоленські князі вперше починають «від'їжджати» у Москву. А сам князь починає зближуватись з Литвою. 
У 1340 році за відмову сплачувати данину хан Золотої Орди, Узбек послав проти Смоленська велике татарське військо під керівництвом Товлубія. До татар приєднались також дружини князів рязанського Івана Коротопола, Костянтина Суздальського, Костянтина Ростовського, Івана Юр'ївського, Івана Друцького та Федора Фомінського. Московський князь Іван Калита в цей час хворів тому послав на Смоленськ велике військо на чолі з боярами Олександром Івановичем та Федором Акінфовичем. Проте татарсько-руські сили після кількох днів облоги не змогли взяти місто, тому розорили смоленську округу та повернулись в свої землі.
У 1341 році князь здійснив спробу повернути собі Можайську волость, яка на той час була захоплена Москвою. На допомогу йому з великим військом прибув литовський князь Ольгерд Гедимінович. В свою чергу Іван Олександрович допомагав Ольгерду в боротьбі з Лівонським орденом, а в 1348 році смоленські війська брали участь в невдалій для литовців битві на річці Стреві. У 1351 році на Смоленську землю здійснив невдалий похід московський князь Семен Гордий; Іван Олександрович звернувся по допомогу до Ольгерда, однак не отримав її, що спричинило погіршення литовсько-смоленських відносин. У 1355 році Ольгерд захопив Ржев, який раніше був смоленською волостю. Також за князювання Івана Олександровича, у 1356 році Брянську помер його син, Василій, після чого «был в Брянске мятеж от лихих людей, смута великая и опустение города, после чего стал владеть городом великий князь литовский», син Ольгерда, Дмитро.

## Сім'я та діти
Про дружину Івана Олександровича нічого не відомо. Мав трьох дітей:
- Святослав Іванович (?—1386) — великий князь смоленський (1359—1386).
- Василь Іванович — брянський князь (1356).
- Олена Іванівна — дружина кашинського та тверського князя Василя Михайловича.